# 2015-ös Formula–1 brazil nagydíj
A brazil nagydíj volt a 2015-ös Formula–1 világbajnokság tizennyolcadik futama, amelyet 2015. november 13. és november 15. között rendeztek meg a brazíliai Autódromo José Carlos Pace-en, São Paulóban.

## Szabadedzések

### Első szabadedzés
A brazil nagydíj első szabadedzését november 13-án, pénteken délelőtt tartották.
| helyezés | versenyző        | csapat/motor         | elért idő | különbség | futott kör |
| -------- | ---------------- | -------------------- | --------- | --------- | ---------- |
| 1        | Lewis Hamilton   | Mercedes             | 1:13,543  | −         | 28         |
| 2        | Nico Rosberg     | Mercedes             | 1:14,062  | +0,519    | 36         |
| 3        | Sebastian Vettel | Ferrari              | 1:14,168  | +0,625    | 27         |
| 4        | Daniel Ricciardo | Red Bull-Renault     | 1:14,449  | +0,906    | 27         |
| 5        | Kimi Räikkönen   | Ferrari              | 1:14,549  | +1,006    | 20         |
| 6        | Danyiil Kvjat    | Red Bull-Renault     | 1:14,696  | +1,153    | 25         |
| 7        | Valtteri Bottas  | Williams-Mercedes    | 1:14,886  | +1,343    | 25         |
| 8        | Max Verstappen   | Toro Rosso-Renault   | 1:14,960  | +1,417    | 38         |
| 9        | Nico Hülkenberg  | Force India-Mercedes | 1:15,174  | +1,631    | 33         |
| 10       | Pastor Maldonado | Lotus-Mercedes       | 1:15,192  | +1,649    | 31         |
| 11       | Carlos Sainz Jr. | Toro Rosso-Renault   | 1:15,314  | +1,771    | 38         |
| 12       | Jolyon Palmer    | Lotus-Mercedes       | 1:15,352  | +1,809    | 33         |
| 13       | Jenson Button    | McLaren-Honda        | 1:15,379  | +1,836    | 28         |
| 14       | Felipe Nasr      | Sauber-Ferrari       | 1:15,381  | +1,838    | 29         |
| 15       | Sergio Pérez     | Force India-Mercedes | 1:15,408  | +1,865    | 32         |
| 16       | Fernando Alonso  | McLaren-Honda        | 1:15,413  | +1,870    | 29         |
| 17       | Felipe Massa     | Williams-Mercedes    | 1:15,469  | +1,926    | 24         |
| 18       | Marcus Ericsson  | Sauber-Ferrari       | 1:15,798  | +2,255    | 34         |
| 19       | Alexander Rossi  | Manor-Ferrari        | 1:17,860  | +4,317    | 23         |
| 20       | Will Stevens     | Manor-Ferrari        | 1:18,090  | +4,547    | 22         |

### Második szabadedzés
A brazil nagydíj második szabadedzését november 13-án, pénteken délután tartották.
| helyezés | versenyző        | csapat/motor         | elért idő | különbség | futott kör |
| -------- | ---------------- | -------------------- | --------- | --------- | ---------- |
| 1        | Nico Rosberg     | Mercedes             | 1:12,385  | −         | 42         |
| 2        | Lewis Hamilton   | Mercedes             | 1:12,843  | +0,458    | 39         |
| 3        | Sebastian Vettel | Ferrari              | 1:13,345  | +0,960    | 41         |
| 4        | Kimi Räikkönen   | Ferrari              | 1:13,500  | +1,115    | 43         |
| 5        | Daniel Ricciardo | Red Bull-Renault     | 1:13,585  | +1,200    | 39         |
| 6        | Valtteri Bottas  | Williams-Mercedes    | 1:13,603  | +1,218    | 37         |
| 7        | Romain Grosjean  | Lotus-Mercedes       | 1:13,634  | +1,249    | 45         |
| 8        | Nico Hülkenberg  | Force India-Mercedes | 1:13,710  | +1,325    | 43         |
| 9        | Danyiil Kvjat    | Red Bull-Renault     | 1:13,848  | +1,463    | 40         |
| 10       | Felipe Massa     | Williams-Mercedes    | 1:13,870  | +1,485    | 42         |
| 11       | Sergio Pérez     | Force India-Mercedes | 1:14,056  | +1,671    | 34         |
| 12       | Pastor Maldonado | Lotus-Mercedes       | 1:14,124  | +1,739    | 42         |
| 13       | Felipe Nasr      | Sauber-Ferrari       | 1:14,134  | +1,749    | 44         |
| 14       | Max Verstappen   | Toro Rosso-Renault   | 1:14,226  | +1,841    | 35         |
| 15       | Carlos Sainz Jr. | Toro Rosso-Renault   | 1:14,326  | +1,941    | 45         |
| 16       | Jenson Button    | McLaren-Honda        | 1:14,644  | +2,259    | 37         |
| 17       | Marcus Ericsson  | Sauber-Ferrari       | 1:14,772  | +2,387    | 38         |
| 18       | Fernando Alonso  | McLaren-Honda        | 1:15,129  | +2,744    | 10         |
| 19       | Will Stevens     | Manor-Ferrari        | 1:16,501  | +4,116    | 35         |
| 20       | Alexander Rossi  | Manor-Ferrari        | 1:16,787  | +4,402    | 35         |

### Harmadik szabadedzés
A brazil nagydíj harmadik szabadedzését november 14-én, szombaton délelőtt tartották.
| helyezés | versenyző        | csapat/motor         | elért idő | különbség | futott kör |
| -------- | ---------------- | -------------------- | --------- | --------- | ---------- |
| 1        | Lewis Hamilton   | Mercedes             | 1:12,070  | −         | 16         |
| 2        | Nico Rosberg     | Mercedes             | 1:12,193  | +0,123    | 19         |
| 3        | Sebastian Vettel | Ferrari              | 1:12,760  | +0,690    | 19         |
| 4        | Kimi Räikkönen   | Ferrari              | 1:13,096  | +1,026    | 20         |
| 5        | Valtteri Bottas  | Williams-Mercedes    | 1:13,335  | +1,265    | 25         |
| 6        | Nico Hülkenberg  | Force India-Mercedes | 1:13,345  | +1,275    | 19         |
| 7        | Romain Grosjean  | Lotus-Mercedes       | 1:13,437  | +1,367    | 19         |
| 8        | Sergio Pérez     | Force India-Mercedes | 1:13,506  | +1,436    | 18         |
| 9        | Pastor Maldonado | Lotus-Mercedes       | 1:13,534  | +1,464    | 20         |
| 10       | Max Verstappen   | Toro Rosso-Renault   | 1:13,548  | +1,478    | 21         |
| 11       | Daniel Ricciardo | Red Bull-Renault     | 1:13,572  | +1,502    | 23         |
| 12       | Felipe Massa     | Williams-Mercedes    | 1:13,742  | +1,672    | 24         |
| 13       | Danyiil Kvjat    | Red Bull-Renault     | 1:13,829  | +1,759    | 17         |
| 14       | Fernando Alonso  | McLaren-Honda        | 1:13,850  | +1,780    | 19         |
| 15       | Carlos Sainz Jr. | Toro Rosso-Renault   | 1:13,959  | +1,889    | 23         |
| 16       | Marcus Ericsson  | Sauber-Ferrari       | 1:14,185  | +2,115    | 23         |
| 17       | Felipe Nasr      | Sauber-Ferrari       | 1:14,288  | +2,218    | 22         |
| 18       | Jenson Button    | McLaren-Honda        | 1:14,445  | +2,375    | 17         |
| 19       | Will Stevens     | Manor-Ferrari        | 1:16,671  | +4,601    | 15         |
| 20       | Alexander Rossi  | Manor-Ferrari        | 1:17,059  | +4,989    | 15         |

## Időmérő edzés
A brazil nagydíj időmérő edzését november 14-én, szombaton futották.
| helyezés              | rajtszám | versenyző        | csapat/motor         | 1. rész    | 2. rész  | 3. rész  | rajthely | futott kör |
| --------------------- | -------- | ---------------- | -------------------- | ---------- | -------- | -------- | -------- | ---------- |
| 1                     | 6        | Nico Rosberg     | Mercedes             | 1:11,746   | 1:12,213 | 1:11,282 | 1        | 12         |
| 2                     | 44       | Lewis Hamilton   | Mercedes             | 1:11,682   | 1:11,665 | 1:11,360 | 2        | 12         |
| 3                     | 5        | Sebastian Vettel | Ferrari              | 1:12,240   | 1:11,928 | 1:11,804 | 3        | 16         |
| 4                     | 77       | Valtteri Bottas  | Williams-Mercedes    | 1:12,934   | 1:12,374 | 1:12,085 | 7[1]     | 18         |
| 5                     | 7        | Kimi Räikkönen   | Ferrari              | 1:12,185   | 1:12,243 | 1:12,144 | 4        | 16         |
| 6                     | 27       | Nico Hülkenberg  | Force India-Mercedes | 1:12,595   | 1:12,485 | 1:12,265 | 5        | 18         |
| 7                     | 26       | Danyiil Kvjat    | Red Bull-Renault     | 1:12,730   | 1:12,527 | 1:12,322 | 6        | 20         |
| 8                     | 19       | Felipe Massa     | Williams-Mercedes    | 1:12,980   | 1:12,858 | 1:12,415 | 8        | 21         |
| 9                     | 3        | Daniel Ricciardo | Red Bull-Renault     | 1:12,639   | 1:12,825 | 1:12,417 | 19[2]    | 17         |
| 10                    | 33       | Max Verstappen   | Toro Rosso-Renault   | 1:12,824   | 1:12,712 | 1:12,739 | 9        | 15         |
| 11                    | 12       | Felipe Nasr      | Sauber-Ferrari       | 1:13,111   | 1:12,989 |          | 13[3]    | 14         |
| 12                    | 55       | Carlos Sainz Jr. | Toro Rosso-Renault   | 1:13,267   | 1:13,045 |          | 10       | 15         |
| 13                    | 11       | Sergio Pérez     | Force India-Mercedes | 1:13,140   | 1:13,147 |          | 11       | 13         |
| 14                    | 9        | Marcus Ericsson  | Sauber-Ferrari       | 1:13,346   | 1:13,233 |          | 12       | 14         |
| 15                    | 8        | Romain Grosjean  | Lotus-Mercedes       | 1:13,056   | 1:13,913 |          | 14       | 11         |
| 16                    | 13       | Pastor Maldonado | Lotus-Mercedes       | 1:13,385   |          |          | 15       | 5          |
| 17                    | 22       | Jenson Button    | McLaren-Honda        | 1:13,425   |          |          | 16       | 6          |
| 18                    | 53       | Alexander Rossi  | Manor-Ferrari        | 1:16,151   |          |          | 17       | 6          |
| 19                    | 28       | Will Stevens     | Manor-Ferrari        | 1:16,283   |          |          | 18       | 6          |
| 107%-os idő: 1:16,768 |          |                  |                      |            |          |          |          |            |
| NK                    | 14       | Fernando Alonso  | McLaren-Honda        | idő nélkül |          |          | 20[4]    | 2          |

Megjegyzés:
- ↑ 1:  — Valtteri Bottas a pénteki második szabadedzésen piros zászló hatálya alatt előzte meg Felipe Nasr autóját, ezért 3 rajthelyes büntetést kapott.[2]
- ↑ 2:  — Daniel Ricciardo autójába a Renault új erőforrását szerelték be, ezzel pedig túllépte a megengedett keretet, ezért 10 rajthelyes büntetést kapott.[3]
- ↑ 3:  — Felipe Nasr az időmérő edzésen a Q1-ben feltartotta Felipe Massát, ezért utólag 3 rajthelyes büntetést kapott.[4]
- ↑ 4:  — Fernando Alonso műszaki hiba miatt nem tudott mért kört futni az időmérő edzésen, de megkapta a rajtengedélyt a sportfelügyelőktől.[5] Ezen felül a erőforrást kellett cserélni az autójában (a szezon folyamán ez a motor volt a 12. amelyet beszereltek), ezért 35 rajthelyes büntetést is kapott.[6]

## Futam
A brazil nagydíj futama november 15-én, vasárnap rajtolt.
| helyezés | rajtszám | versenyző        | csapat/motor         | futott kör | idő/kiesés oka | rajthely   | pont |
| -------- | -------- | ---------------- | -------------------- | ---------- | -------------- | ---------- | ---- |
| 1        | 6        | Nico Rosberg     | Mercedes             | 71         | 1:31:09,090    | 1          | 25   |
| 2        | 44       | Lewis Hamilton   | Mercedes             | 71         | +7,756         | 2          | 18   |
| 3        | 5        | Sebastian Vettel | Ferrari              | 71         | +14,244        | 3          | 15   |
| 4        | 7        | Kimi Räikkönen   | Ferrari              | 71         | +47,543        | 4          | 12   |
| 5        | 77       | Valtteri Bottas  | Williams-Mercedes    | 70         | +1 kör         | 7          | 10   |
| 6        | 27       | Nico Hülkenberg  | Force India-Mercedes | 70         | +1 kör         | 5          | 8    |
| 7        | 26       | Danyiil Kvjat    | Red Bull-Renault     | 70         | +1 kör         | 6          | 6    |
| 8        | 8        | Romain Grosjean  | Lotus-Mercedes       | 70         | +1 kör         | 14         | 4    |
| 9        | 33       | Max Verstappen   | Toro Rosso-Renault   | 70         | +1 kör         | 9          | 2    |
| 10       | 13       | Pastor Maldonado | Lotus-Mercedes       | 70         | +1 kör         | 15         | 1    |
| 11       | 3        | Daniel Ricciardo | Red Bull-Renault     | 70         | +1 kör         | 19         |      |
| 12       | 11       | Sergio Pérez     | Force India-Mercedes | 70         | +1 kör         | 11         |      |
| 13       | 12       | Felipe Nasr      | Sauber-Ferrari       | 70         | +1 kör         | 13         |      |
| 14       | 22       | Jenson Button    | McLaren-Honda        | 70         | +1 kör         | 16         |      |
| 15       | 14       | Fernando Alonso  | McLaren-Honda        | 70         | +1 kör         | 20         |      |
| 16       | 9        | Marcus Ericsson  | Sauber-Ferrari       | 69         | +2 kör         | 12         |      |
| 17       | 28       | Will Stevens     | Manor-Ferrari        | 67         | +4 kör         | 18         |      |
| 18       | 53       | Alexander Rossi  | Manor-Ferrari        | 67         | +4 kör         | 17         |      |
| ki       | 55       | Carlos Sainz Jr. | Toro Rosso-Renault   | 0          | erőforrás      | boxutca[1] |      |
| KIZ[2]   | 19       | Felipe Massa     | Williams-Mercedes    | 70         | +1 kör         | 8          |      |

Megjegyzés:
- ↑ 1:  — Carlos Sainz Jr. ugyan a 10. helyre kvalifikálta magát, ám műszaki hiba miatt nem tudott felállni a rajtrácsra, ezért a boxutcából kellett elrajtolnia. A rajtrácson a 10. kocka üresen maradt.[7]
- ↑ 2:  — Felipe Massát a verseny után kizárták, mert csapata a rajt előtt túlmelegítette a hátsó abroncsait, ami szabálytalan. A brazil eredetileg a 8. helyen fejezte be a futamot.[8]

## A világbajnokság állása a verseny után
| H   | Versenyzők       | Pont | H   | Konstruktőrök        | Pont |
| --- | ---------------- | ---- | --- | -------------------- | ---- |
| 1.  | Lewis Hamilton   | 363  | 1.  | Mercedes             | 660  |
| 2.  | Nico Rosberg     | 297  | 2.  | Ferrari              | 401  |
| 3.  | Sebastian Vettel | 266  | 3.  | Williams-Mercedes    | 253  |
| 4.  | Valtteri Bottas  | 136  | 4.  | Red Bull-Renault     | 178  |
| 5.  | Kimi Räikkönen   | 135  | 5.  | Force India-Mercedes | 120  |
| 6.  | Felipe Massa     | 117  | 6.  | Lotus-Mercedes       | 76   |
| 7.  | Danyiil Kvjat    | 94   | 7.  | Toro Rosso-Renault   | 67   |
| 8.  | Daniel Ricciardo | 84   | 8.  | Sauber-Ferrari       | 36   |
| 9.  | Sergio Pérez     | 68   | 9.  | McLaren-Honda        | 27   |
| 10. | Nico Hülkenberg  | 52   | 10. | Manor-Ferrari        | 0    |

(A teljes táblázat)

## Statisztikák
- Vezető helyen:
  - Nico Rosberg: 65 kör (1-12), (15-32), (35-47) és (50-71)
  - Lewis Hamilton: 6 kör (13-14), (33-34) és (48-49)
- Nico Rosberg 13. győzelme és 21. pole-pozíciója.
- Lewis Hamilton 27. leggyorsabb köre.
- A Mercedes 44. győzelme.
- Nico Rosberg 40., Lewis Hamilton 86., Sebastian Vettel 79. dobogós helyezése.